# Sphaerospora
Sphaerospora là một chi thích ty bào thuộc họ Sphaerosporidae.
Các loài thuộc chi này có ở châu Âu và Bắc Mỹ.

## Loài
Loài:
- Sphaerospora abrami Patra & Bartošová
- Sphaerospora araii Arthur & Lom, 1985
- Sphaerospora armatura (Yoshino & Moser, 1974)
- Sphaerospora molnari Lom, Pavlaskova & Grupcheva, 1983